# Фёдоровское (Ветлужский район)
Фёдоровское — деревня в Ветлужском районе Нижегородской области. Входит в состав Крутцовского сельсовета.

## География
Деревня расположена на правом берегу реки Ветлуга.

### Часовой пояс
Деревня Фёдоровское, как и вся Нижегородская область, находится в часовой зоне МСК (московское время). Смещение применяемого времени относительно UTC составляет +3:00.

## Население
| 1999 | 2002 | 2010 |
| ---- | ---- | ---- |
| 38   | ↘29  | ↘26  |